# Chloeia
Genre
Chloeia est un genre de ver marin qui appartient aux vers Polychaetes. 
Les membres de ce genre se caractérisent morphologiquement par nombre d'attributs comme un corps de forme elliptique composé de segments et doté de branchies visibles et positionnées de chaque côté de la face dorsale presque sur chaque segments, variable selon les espèces. Les faces latérales sont munies de fines, pointues et venimeuses soies calcaires ou setae de teinte blanchâtre qui peuvent se hérisser en cas de danger.
Les individus adultes sont souvent très colorés surtout sur la partie dorsale et contribue entre autres élément à leur identification.
La locomotion est assurée par les parapodes, chaque segment en possède une paire en position bilatérale, d'où sont actionnées les "rames", une dorsale (notopode) et l'autre ventrale (neuropode).
La distribution de Chloeia est circumtropicale, la majorité des espèces connues vivent dans l'Océan Indien et Pacifique avec donc très peu de représentants dans l'Océan Atlantique.

## Liste d'espèces
Selon World Register of Marine Species (8 septembre 2014) :
- Chloeia amphora Horst, 1910
- Chloeia australis Kudenov, 1993
- Chloeia bengalensis Kinberg, 1867
- Chloeia bistriata Grube, 1868
- Chloeia conspicua Horst, 1910
- Chloeia egena Grube, 1855
- Chloeia entypa Chamberlin, 1919
- Chloeia flava (Pallas, 1766)
- Chloeia furcigera Quatrefages, 1866
- Chloeia fusca McIntosh, 1885
- Chloeia inermis Quatrefages, 1866
- Chloeia kudenovi Barroso & Paiva, 2011
- Chloeia macleayi Haswell, 1878
- Chloeia maculata Potts, 1909
- Chloeia malaica Kinberg, 1867
- Chloeia nuda Quatrefages, 1866
- Chloeia pallida Kinberg, 1867
- Chloeia parva Baird, 1868
- Chloeia pinnata Moore, 1911
- Chloeia pseudeuglochis Augener, 1922
- Chloeia quatrefagesii Baird, 1868
- Chloeia rosea Potts, 1909
- Chloeia rupestris Risso, 1826
- Chloeia tumida Baird, 1868
- Chloeia venusta Quatrefages, 1866
- Chloeia violacea Horst, 1910
- Chloeia viridis Schmarda, 1861